# Rouleaux enluminés des fondateurs de la secte Kegon
Les Rouleaux enluminés des fondateurs de la secte Kegon (華厳縁起, Kegon engi ou 華厳宗祖師絵伝, Kegon-shū sōshi eden ; aussi traduit en Histoire de la secte Kegon ou Rouleaux de la fondation de la secte Kegon) forment un emaki japonais du début du XIIIe siècle, à l’époque de Kamakura. Ils narrent en six rouleaux de papier la légende bouddhique de la fondation de l’école Kegon en Corée et de la vie de ses deux moines fondateurs Gishō et Gengyō. Le trait fin, légèrement coloré et la continuité des peintures semblent caractéristiques du nouveau style de Kamakura.

## Contexte

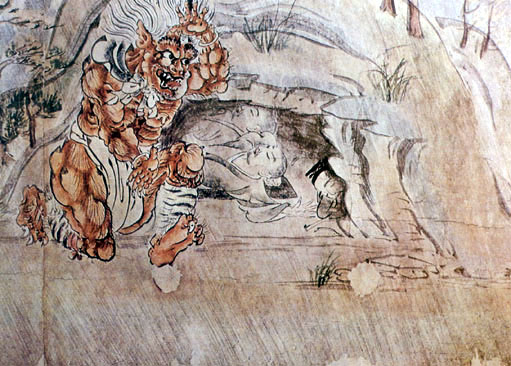
Un esprit apparaît à Gengyō en rêve, au début du périple. Rouleau Gishō 1.

Apparue au Japon depuis environ le VIe siècle grâce aux échanges avec l’Empire chinois, la pratique de l’emaki se diffuse largement auprès de l’aristocratie à l’époque de Heian : il s’agit de longs rouleaux de papier narrant au lecteur une histoire au moyen de textes et de peintures. Plus tard, l’avènement de l’époque de Kamakura est marqué par les luttes intestines et les guerres civiles qui se répandent et favorisent l’ascension de la classe des guerriers (les samouraïs) ; ces derniers mettent à l’honneur une culture aristocratique réaliste moins maniérée et ésotérique (le zen apparaît aussi en ces temps). De plus, de ces troubles sociaux nait un terrain fertile pour le prosélytisme bouddhique, alors que plusieurs nouvelles écoles, principalement de la Terre pure (jōdo), apparaissent au Japon. L’iconographie plastique reste importante pour transmettre les doctrines religieuses, si bien que la peinture y joue un grand rôle, notamment les emaki avec les récits de la fondation des temples ou de la vie des moines célèbres. Les anciennes écoles en vogue à l’époque de Nara connaissent également un regain d’intérêt, ce qui est le cas ici avec l’école Kegon (Kegon-shū). Le Kegon engi emaki s’inscrit donc dans ce contexte-là, pendant l’âge d’or de l’emaki (XIIe et XIIIe siècles).
Le terme « engi » (Kegon engi emaki) désigne un style narratif japonais qui retranscrit chroniques et légendes sur la fondation de temples bouddhistes ; quant au terme « eden » (pour la graphie Kegon-shū sōshi eden), il désigne les biographies de moines célèbres. Plusieurs autres œuvres abordent un thème similaire, dont les plus connues sont l’Ippen shōnin eden (sur la vie du moine Ippen, fondateur de la section Ji shū) ou le Hōnen shōnin eden (sur le fondateur du bouddhisme de la Terre pure au Japon, Hōnen). Toutefois, le genre de la romance, important dans la première partie, peut également être souligné.

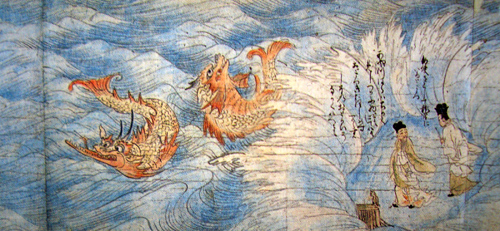
Messager du royaume de Silla à la recherche du roi des mers. Rouleau Gengyō 2.

Les rouleaux, divisés en deux parties, narrent la vie légendée de deux moines bouddhistes coréens qui établirent la secte Kegon au VIIe dans leur pays (alors le royaume de Silla, ou Shiragi en japonais) après plusieurs pèlerinages en Chine : Gishō (Uisang) et Gengyō (Wonhyo). Les peintures ont été réalisées au temple Kōzan-ji non loin de Kyoto sous l’égide de Myōe (connu également sous le nom de Kōben), un moine qui avait longtemps étudié le bouddhisme Kegon (au Tōdai-ji de Nara, centre de l’école au Japon) avant de réhabiliter le temple du Kōzan-ji. K. L. brock suggère plutôt que les rouleaux de Gishō ont pu être commissionnés par dame Sanmi, une noble alors proche du Kōzan-ji, et ceux de Gengyō par ses amis (mais Myōe en reste le principal superviseur). Myōe serait aussi l’auteur des textes calligraphiés dans l’emaki, s’inspirant de récits chinois plus anciens. La date de confection et l’auteur restent toutefois soumis à interprétation, mais il semble en tout cas clair que les rouleaux abordent un style pictural caractéristique de l’art de Kamakura, marqué par un certain réalisme et une proximité avec l’humain. Si la légende a pu l’attribuer autrefois à Fujiwara Nobuzane, il est bien plus probable que l’auteur, ou l’un des auteurs, soit le peintre favori de Myōe, Enichibō Jōnin, connu également pour ses peintures murales, ; pour Mason, son trait se ressent surtout dans la partie de Gengyō. Des études comparatives et historiques ont permis à K. L. Brock d’avancer deux dates de confection : entre 1218 et 1223 pour les rouleaux de Gishō, et dans les années 1220 ou 1230 pour les rouleaux de Gengyō.
De nos jours, l’emaki est inscrit au registre des trésors nationaux du Japon et est exposé au musée national de Kyoto (pour la partie sur Gishō) et de Tokyo (pour la partie sur Gengyō), après avoir été longtemps entreposés par le Kōzan-ji ; plusieurs scènes restent parmi les plus représentatives de cet art. Toutefois, l’œuvre nous est parvenue de façon fragmentaire et quelques sections manquent ; la reconstruction des rouleaux originaux a donné lieu à de nombreuses études, dont la plus importante est celle de K. L. Brock en 1984.

## Contenu narratif

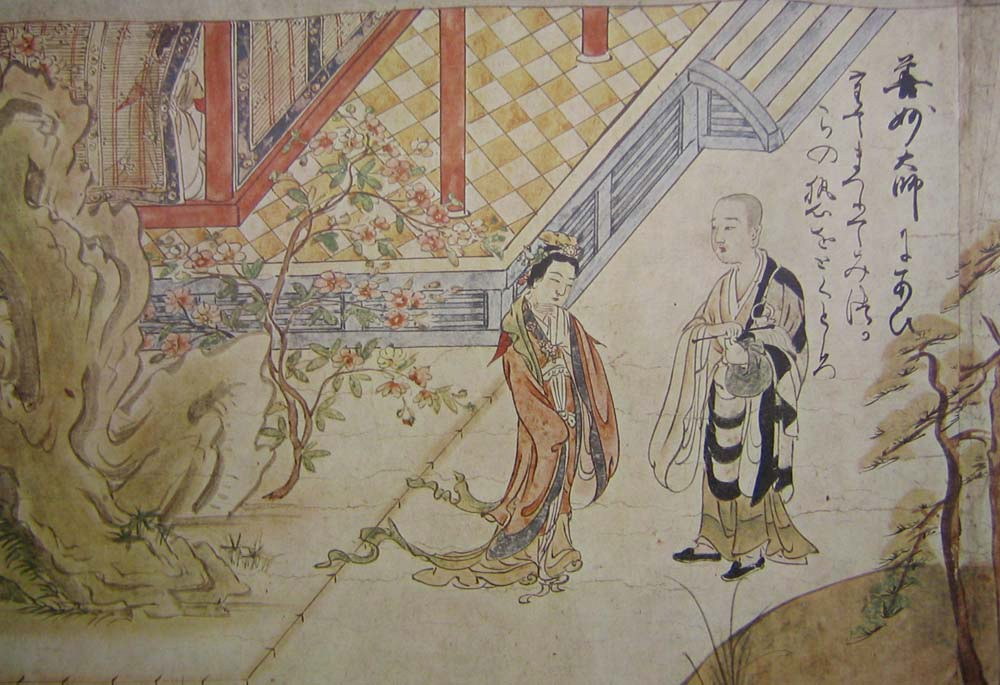
Zenmyō avoue son amour à Gishō ; ses paroles sont directement calligraphiées dans la peinture. Rouleau Gishō 2.

L’emaki se compose aujourd’hui de six rouleaux de papier, mesurant environ 31 cm de haut pour une longueur totale d’approximativement 81,95 m. Quatre sont dédiés à Gishō et deux à Gengyō.
Gishō et Gengyō sont deux humbles moines qui projettent de se rendre en Chine pour parfaire leur apprentissage du bouddhisme ; toutefois, Gengyō renonce dès le début, convaincu dans un songe qu’il doit chercher le salut en lui, et les deux amis se séparent. Les trois rouleaux suivants sont dédiés à la légende de Gishō et de Zenmyō (Shan-miao), jeune Chinoise qui tombe amoureuse du moine alors en pèlerinage en Chine. Gishō la convertit au bouddhisme, puis repart dans son pays au grand désespoir de la jeune fille. Zenmyō, accourant au port, arrive trop tard pour lui offrir un cadeau d’adieu, et le bateau disparaît à l’horizon ; désespérée, elle jette l’offrande à l’eau qui suit alors le navire emportant son bien-aimé. Frappée par ce miracle, elle se jette à l’eau en jurant de protéger éternellement son bien-aimé, et se transforme alors en dragon pour porter le bateau de Gishō jusqu’en Corée sur son dos. Là, elle se transforme en une montagne sur laquelle un temple est érigé. Désormais, Zenmyō est révérée comme la déesse protectrice de la secte Kegon. Ce récit dramatique est fameux au Japon et plusieurs recueils de légendes le relatent.
Les autres rouleaux sont consacrés à Gengyō et se déroulent donc en Corée (royaume de Silla), bien que la séparation soit aussi relatée au début. L’artiste raconte notamment comment Gengyō obtient le sūtra Vajrasamddhi (Kongō sanmai kyō) du roi des mers afin de sauver la reine, gravement malade.
Plusieurs spécialistes ont souligné l’importance de l’aspect didactique du rouleau : l’enseignement de la légende de la fondation du temple devrait rester central dans l’analyse du contenu. En effet, les deux récits illustrent de façon simple les voies de l’illumination prônées par l'école kegon : dans le cas de Gengyō, le rêve qui initie la recherche de la pureté de l’esprit en le soustrayant aux contraintes terrestres, et dans le cas de Gishō le pèlerinage pour l’apprentissage du dharma. Ces réponses simples reflètent les pensées nouvelles de la société de l’époque de Kamakura.

## Style et composition

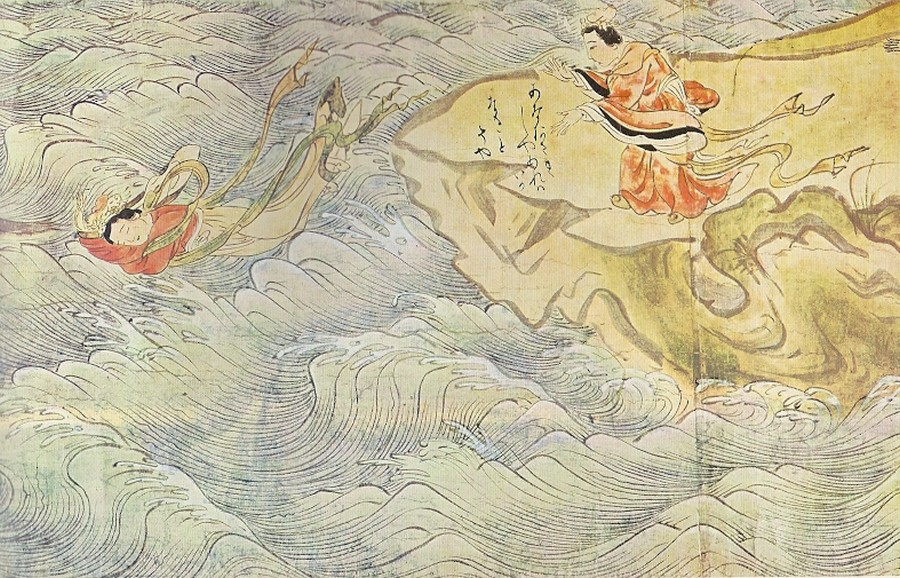
Zenmyō se jette à la mer. Les fines vaguelettes, le trait plus rugueux des rochers et les couleurs pastels sont caractéristiques de cet emaki. Rouleau Gishō 3.

Le Kegon engi emaki appartient à l’art du yamato-e, et témoigne de l’évolution de la peinture sous l’époque de Kamakura. En effet, les guerriers prisaient plus les récits (historiques et religieux) réalistes et dynamiques. Toutefois, les spécialistes supposent déjà les premières influences de la peinture chinoise des Song au Japon (caractérisée par le lavis), à travers le trait fin à l’encre de Chine et la couleur pâle qui laisse transparaître le mouvement du pinceau,. Il semble clair que Myōe, érudit de spiritualité chinoise, avait fait venir un grand nombre d’œuvres contemporaines du continent qui inspirèrent probablement l’atelier de moines-peintres associé au temple. Ce style pictural confère à l’ensemble une tonalité légère et aérienne. Une autre œuvre plus didactique sur les enseignements de la secte (notamment le sūtra de Kegon, Kegonkyō en japonais, Sūtra Avatamsaka en sanskrit) présente d’ailleurs une inspiration Song similaire, le Kegon gojūgosho emaki (XIIIe). Plusieurs scènes figurent parmi des classiques de l’art des emaki : c’est notamment le cas de Zenmyō transformée en dragon portant sur son dos le bateau de Gishō, sommet narratif du troisième rouleau. Le traitement de l’eau, par des vaguelettes fines à l’encre rehaussées de bleu léger, les couleurs plus féroces du dragon et les frêles humains confèrent à l’ensemble un « sens dramatique remarquable ».
La composition suit la plupart des canons des emaki d’alors, avec de longues sections de peintures continues contextualisées par de brèves sections de texte calligraphié. Les transitions entre scènes dans les peintures apparaissent peu marquées et doivent transmettre une impression de mouvement, de fluidité, au fur et à mesure que le lecteur déroule l’emaki. Dans le troisième rouleau, une succession de scènes montrant alternativement Zenmyō et le navire s’éloignant crée un rythme narratif cinématographique. Quant aux textes, ils sont très brefs et indiquent les paroles ou les actions des personnages ; leur but pourrait avoir été d’être lus à haute voix lors de séances d’explication des rouleaux aux fidèles. Fait encore inhabituel à l’époque, les paroles des personnages sont parfois calligraphiées juste au-dessus d’eux, très librement et en caractères japonais (kana). Les historiens de l’art ont traditionnellement attribué les textes à Myōe lui-même, bien que des contestations ont été soulevées depuis, notamment pour la partie de Gengyō.

## Historiographie

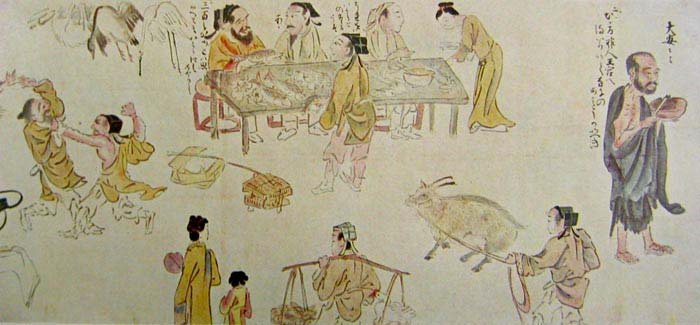
Scène de vie populaire en Corée, au style plus naïf. Rouleau Gengyō 2.

Art narratif du quotidien, les emaki fournissent un grand nombre de renseignements sur la vie et l’histoire du Japon médiéval. Toutefois, cette œuvre se distingue des autres en ce qu’elle se déroule en Corée et en Chine, et peint plutôt les vêtements et l’architecture des Tang. De par son traitement du message religieux et son style, elle offre aussi un regard particulier sur la société et la culture de Kamakura.
Certains historiens font également le lien avec la révolte de Jōkyū (1221) durant laquelle Myōe a protégé des dames de la cour ; la légende de Zenmyō pourrait avoir été un ressort afin de les convertir au bouddhisme Kegon en leur fournissant un modèle de femme vertueuse. Il érige d’ailleurs en 1223 un temple en son honneur près de Kyoto, le Zenmyō-ji,.